# Pérignat-sur-Allier
Pérignat-sur-Allier település Franciaországban, Puy-de-Dôme megyében. Lakosainak száma 1492 fő (2022. január 1.). Pérignat-sur-Allier Cournon-d’Auvergne, La Roche-Noire, Saint-Bonnet-lès-Allier, Saint-Georges-sur-Allier és Mur-sur-Allier községekkel határos.

## Népesség
A település népességének változása:
| Lakosok száma | 1505 | 1512 | 1548 | 1509 | 1516 | 1507 | 1504 | 1498 | 1492 |
|               | 2013 | 2015 | 2016 | 2017 | 2018 | 2019 | 2020 | 2021 | 2022 |